# Dewall (Adelsgeschlecht)

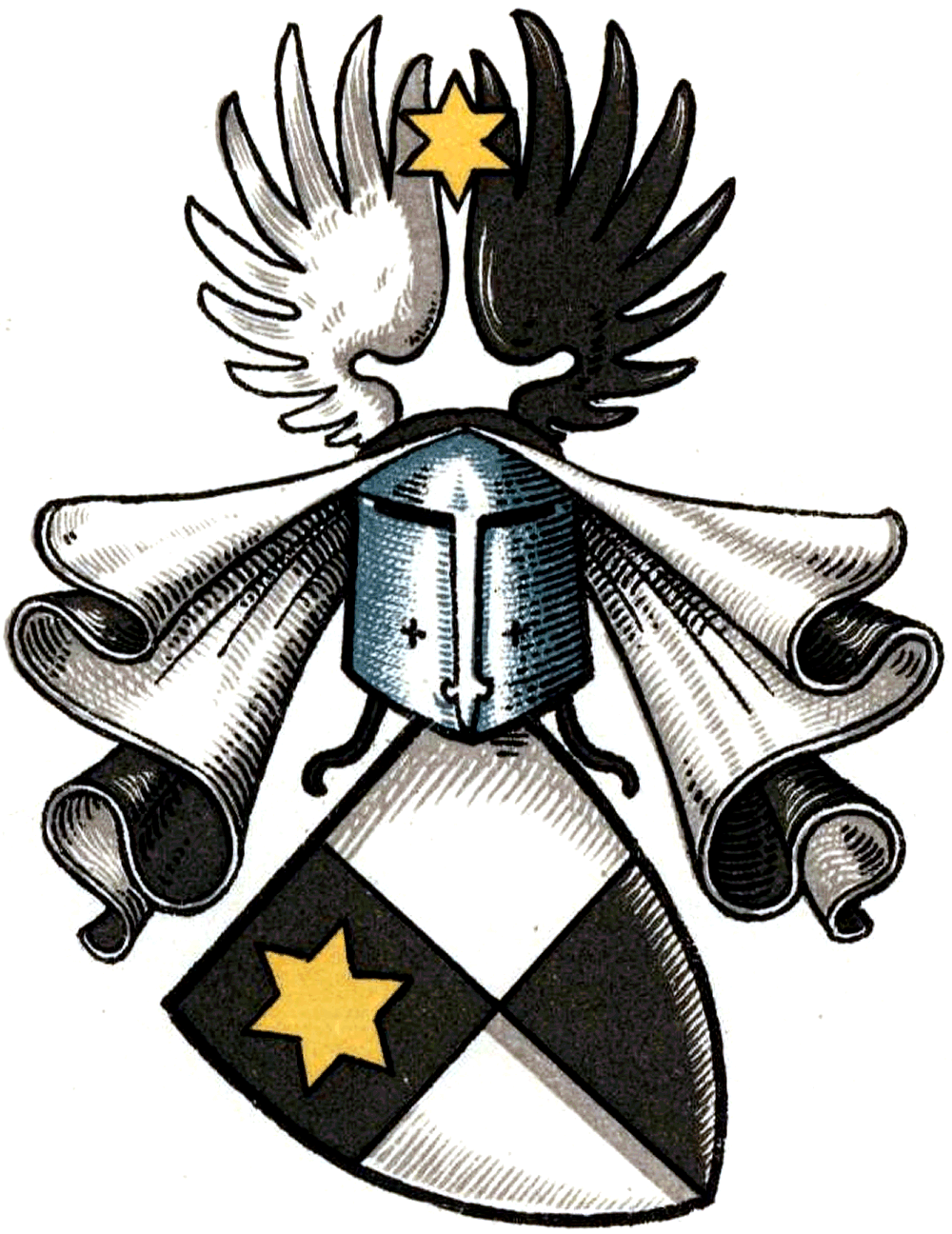
Stammwappen derer von de Wall

Dewall, auch van de Wall oder von de Wall, ist der Name eines niederländisch-westfälischen Adelsgeschlechts.

## Geschichte
Urkundlich erscheint das patrizische Geschlecht zuerst 1429 mit Leonhard von de Wall (oder nach älterer Literatur Theod. = Theodericus /Diederik van de Wall), Burggraf von Nimwegen. Da Zedlitz folgend mit dieser Würde nur die angesehensten Familien der geldernschen Ritterschaft und insbesondere des Ryks van Nimwegen belehnt wurden, könne man das Alter des Geschlechts jedoch weitaus höher ansehen. Bei Ausbruch der spanisch-niederländischen Religions- und Freiheitskämpfe erklärte sich das Geschlecht für die neue Religionslehre und das Haus Oranien. In der Folge der verschiedenen Wechselfälle des Krieges von seinen Besitzungen vertrieben, nahm das Geschlecht Zuflucht in Holland. Von dort wandte sich später ein Zweig in das Herzogtum Kleve. Die urkundlich belegte ununterbrochene Stammreihe beginnt mit dem Holzhändler Hendrik von de Wall (ca. 1580–1650), der 1610 in Wesel heiratete. Kaiser Franz II. nobilitierte am 2. Dezember 1802 den Erbherrn auf Schmidthausen bei Kleve, Kasimir van de Wall (1773–1826), in den Reichsadelsstand (bzw. der Adel wurde erneuert und er in den deutschen Reichsadel wieder aufgenommen), verbunden mit der Erlaubnis den Familiennamen in von Dewall zu ändern, und dem Löwenwappen. Am 9. Juni 1835 erfolgte für die westfälische Branche, die Nachkommenschaft des Kasimir von Dewall (Casimir Dewall; 1773–1826), die preußische Adelsanerkennung via Ministerial-Reskript. Ein Geschlechtsverband wurde am 1. Oktober 1909 begründet.
In den Niederlanden wurde durch königlichen Erlass vom 6. Dezember 1827 der Gemeinderat von Dordrecht, Pieter Hendrik van de Wall van Puttershoek (1795–1853) in den niederländischen Adel erhoben. Verheiratet war er mit jonkvrouw Maria Jacoba Repelaer (1802–1862). Da dieser aber ohne Nachkommen verstarb, erlosch die mit ihm gestiftete Adelsfamilie. Jedoch erwirkte sein Neffe, Sohn seines seit 1816 zum niederländischen Adel gehörenden Schwagers Paulus Repelaer (1810–1871), Pieter Hendrik Repelaer (1854–1920), Erbherr auf Puttershoek, im Jahr 1856 eine Namensänderung van de Wall Repelaer. Diese Familie besteht gleich den patrizischen van de Wall gegenwärtig fort.

## Wappen
- Die niederländische Branche van de Wall führte ein geviertes Wappen (= Stammwappen[6]), eins in schwarz ein goldner Stern, zwei und drei silbern ohne Bild, vier schwarz ohne Bild. Auf dem Helm mit schwarz-silbernen Helmdecken ein goldener Stern zwischen offenem, rechts silbernen, links schwarzem Flug.[6]
- Das 1802 verliehene Wappen der preußisch-westfälischen[10] und in Hessen bedienstet gewesenen[11] Dewall zeigt in Rot einen gekrönten silbernen Löwen. Auf dem Helm mit rot-silbernen Decken der Löwe wachsend zwischen einem roten Flug.[6] Abweichend bei Max von Spießen der Schild in Silber und der Löwe in Rot.[12]

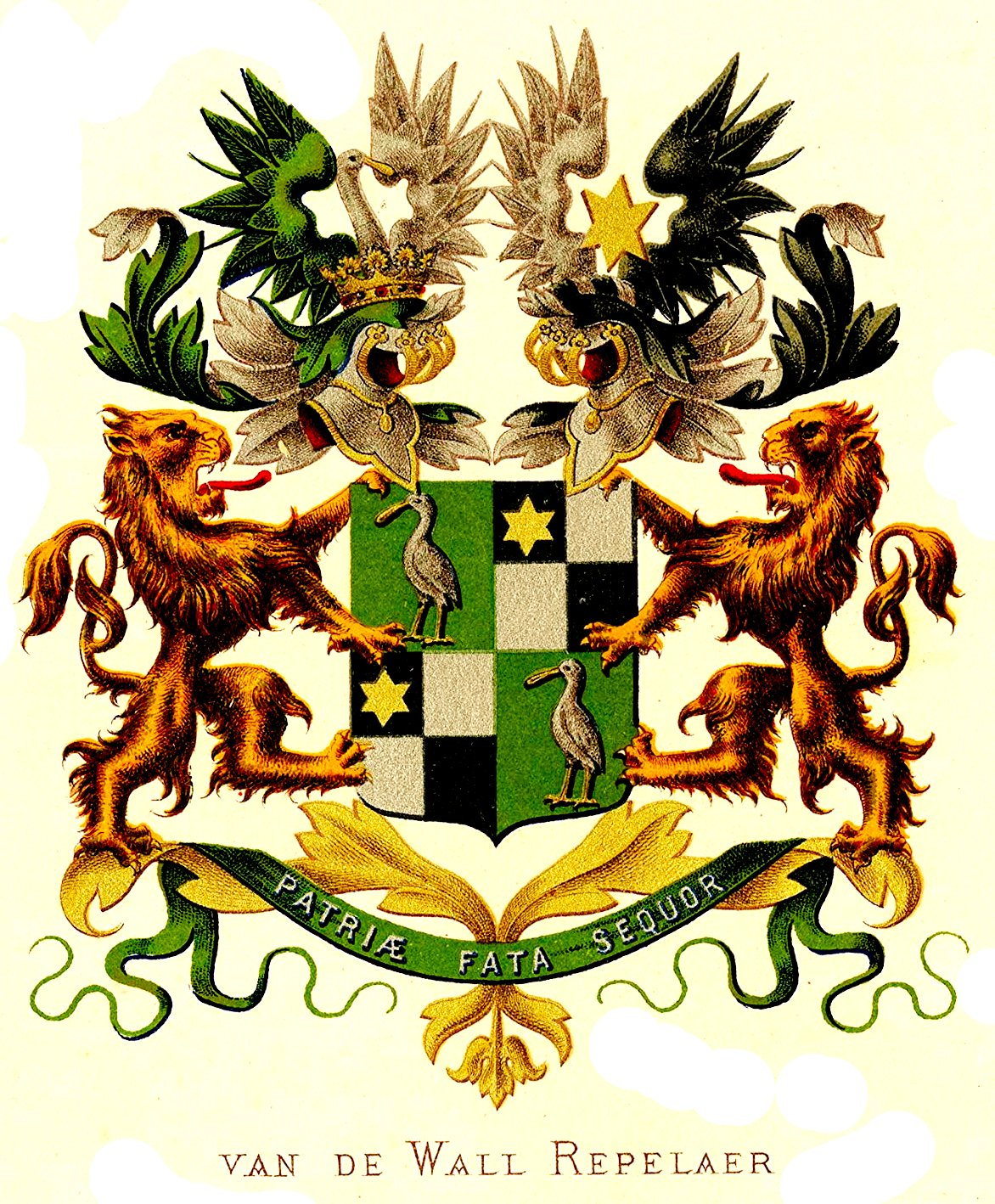
Vereinigtes Wappen derer van de Wall Repelaer im Wapenboek van den Nederlandschen Adel, 1883. In 1 und 4: Stammwappen Repelaer: ein silberner Löffler in Grün, 2 und 3: Stammwappen van de Wall
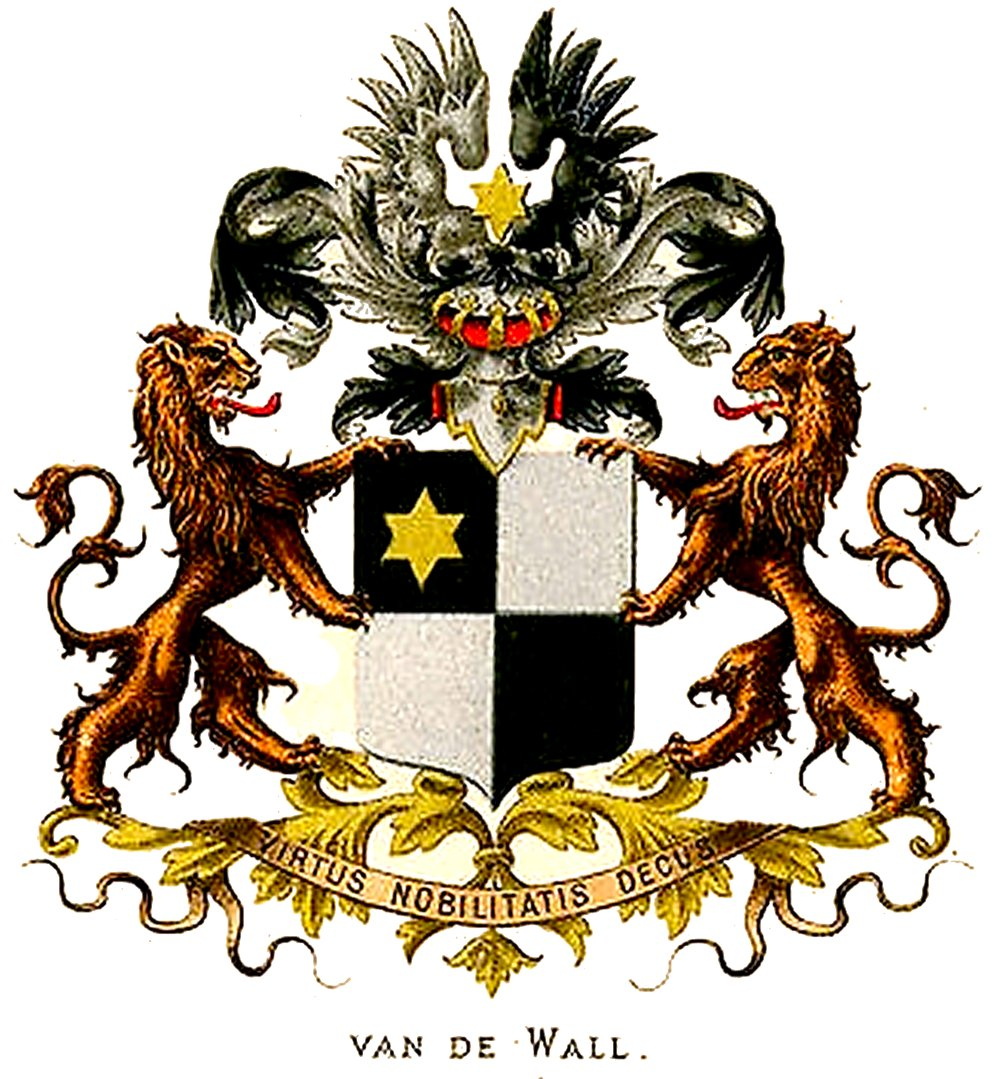
Wappen derer van de Wall in Johannes Baptista Rietstaps Wapenboek van den Nederlandschen Adel, 1883
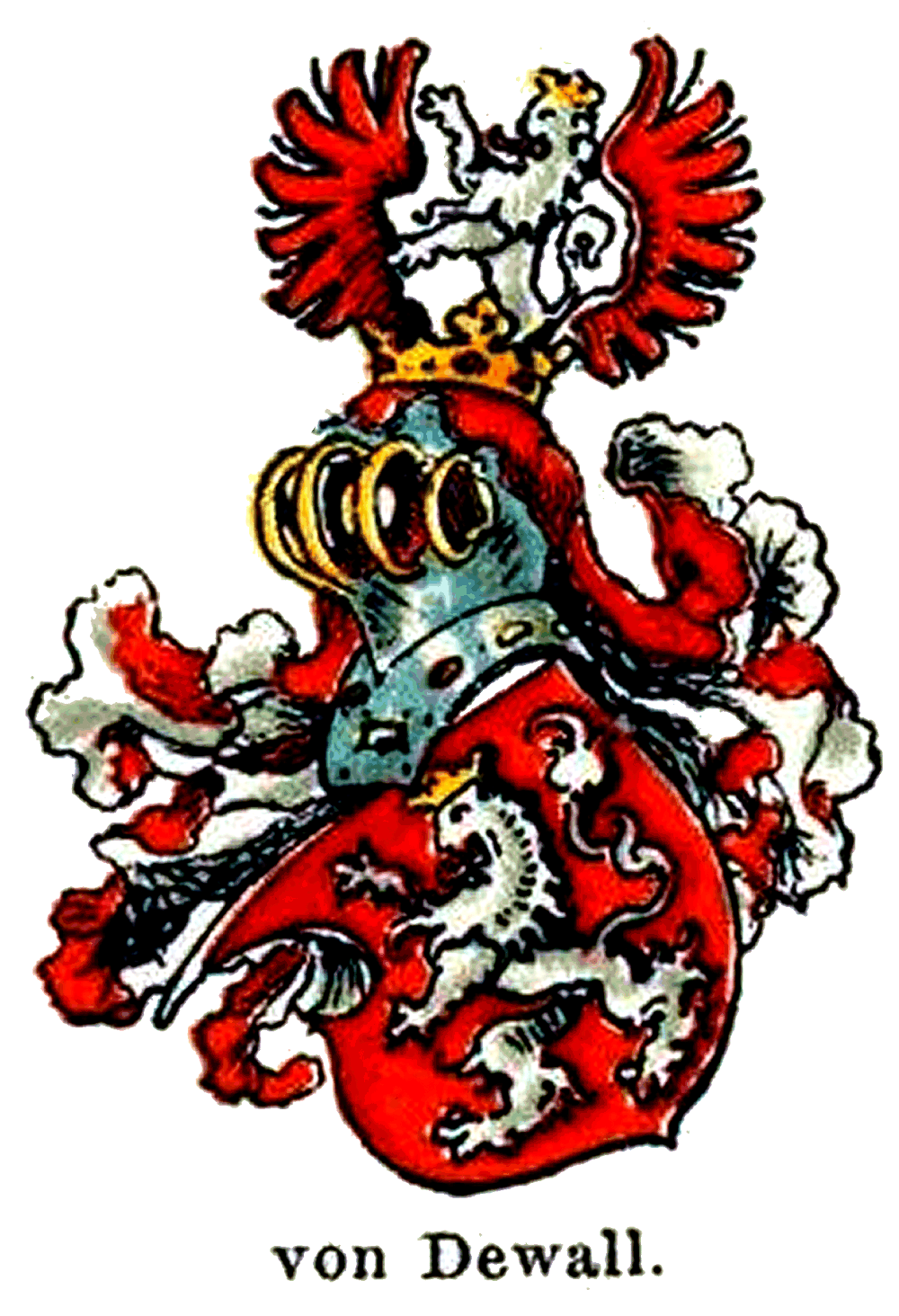
Wappen derer von Dewall (1802)
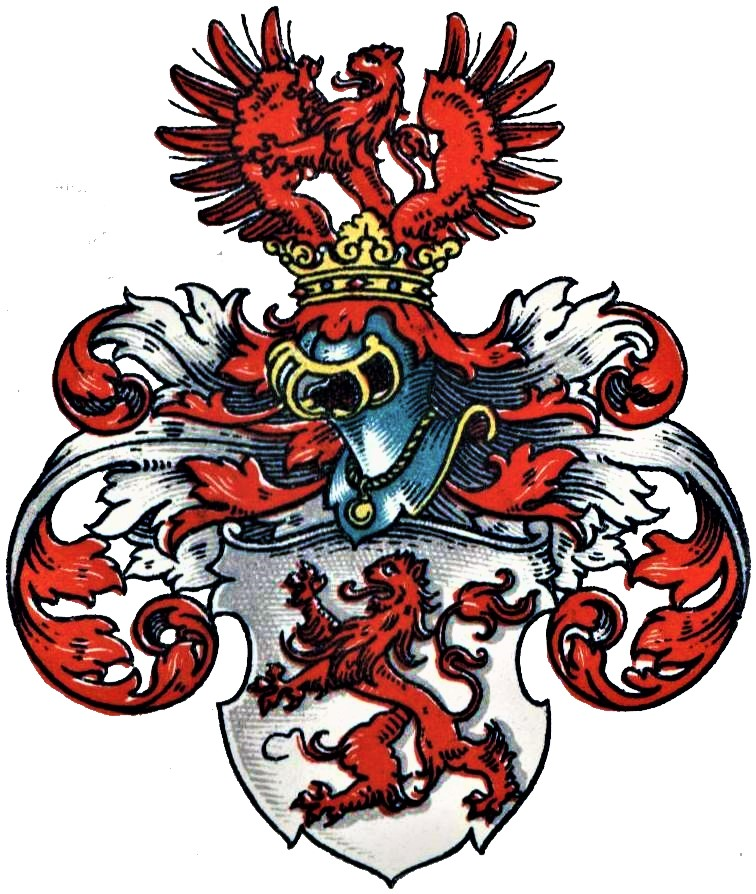
Wappen derer von Devall/Dewall (1802) im Wappenbuch des Westfälischen Adels

## Bekannte Familienmitglieder
- Kasimir von Dewall (1773–1826), Landrat des Kreises Erkelenz 1816/26
- Hermann Theodor Friedrich Karl Emil Wilhelm August Casimir von de Wall (1807–1873), Autor eines niederländisch-malayischen Wörterbuchs[14]
- Kasimir von Dewall (1811–1895), preußischer Generalleutnant
- Heinrich von Dewall (1847–1923), preußischer Generalleutnant
- Joachim von Dewall  (1859–1923), preußischer Generalmajor
- Hans von Dewall (1866–1923), deutscher Generalmajor
- Job von Dewall (1880–1945), deutscher Generalleutnant
- Wolf von Dewall (1882–1959), deutscher Journalist und Schriftsteller
- Hans Werner von Dewall (1901–1974), deutscher Industrieller
- Magdalene von Dewall (1927–2014), deutsche Archäologin